# Auger Galhard
Œuvres principales
Las Obros, Lou Libre Gras, Lou Banquet

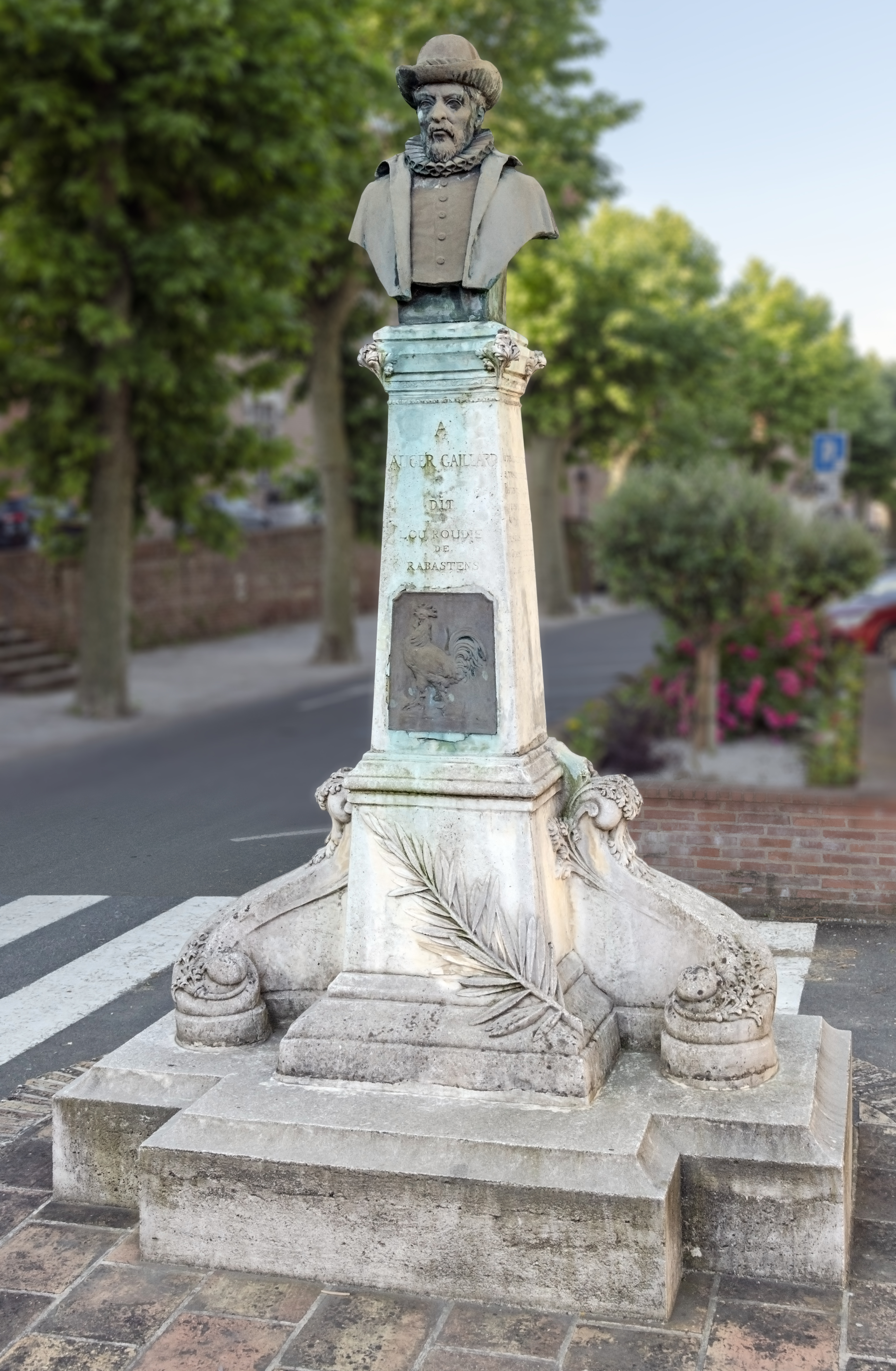
Le monument à Auger Galhard à Rabastens

Auger Galhard, dit aussi Auger Gaillard (Augièr Galhard en occitan et en graphie classique ; 1540-1593), est un poète de langue d'oc et de langue d'oïl originaire de Rabastens dans l'Albigeois. 

## Biographie
Il fut d'abord charron, soldat, joueur de rebec puis un poète très influencé par le renouveau du pétrarquisme. Il écrivit à la fois en français et en occitan, souvent par nécessité, ce qui laisse de lui une production aussi abondante que confuse. 
Devenu huguenot, il s'empara tout d'abord de sa ville natale en 1561 dans la compagnie de Guillaume de Lherm. Puis dès 1567, il passa au service du vicomte de Monclar pour mener campagne dans la France d'oïl. Après la paix du 28 mars 1568, il préféra s'établir à Montauban, place fort du protestantisme. Il commença alors à se faire connaître par ses poèmes en occitan et en français. Lou Roudiè de Rabastens (Lo Rodièr de Rabastens, en graphie classique), surnom dont il s'était fait une gloire, tenta dès lors de vivre de sa plume. 
Il s'en fut ensuite en Béarn se placer sous la protection de la famille de Bourbon. Et en 1592, toujours sans ressource, il sollicita auprès de Catherine de Bourbon, sœur de Henri IV, une pension de 50 écus en tant que poète nécessiteux. Il semble avoir fini sa vie en 1592 ou 1593.

## Œuvres
D'après Jean-Baptiste Noulet, Galhard aurait fait imprimer ses œuvres en langue d'oc dans au moins trois ouvrages : Las Obros (Las Obras, en graphie classique), Lou libre gras (Lo libre gras) et Lou Banquet (Lo Banquet). Robèrt Lafont confirme en ajoutant que les Obras, publiées en 1579 furent dans un premier temps interdites, tout comme le Libre gras (de 1581, condamné pour obscénité et étant depuis considéré comme disparu). Enfin en 1583 "deux éditions […] le consacrent" : Lou Banquet et Toutos las obros d'Augier Galhard.

## Citations de bon vivant
Ses problèmes financiers ne l'empêchèrent point de rester bon vivant. La communication de l'appellation gaillac lui fait célébrer le vin de gaillac lo bi qu'éro picant et sautabo dins lou veyre, Le vin qui pétillait et sautait dans le verre. En fait, la citation a été tronquée; il parlait d'un vin muscat du Minervois (noces à Rieux-Minervois). 

« Et peis lou vy musquat, qu'ero piquant et doux
Que jamay n'ey begut de by tant sabourous
La bountat del vy cla degus ne pourio creire
Que de la grant bountat, sautabo dins lou veire »

(Et puis, il y avait le vin muscat qui était piquant et doux/Je n'ai jamais bu de vin aussi savoureux/Personne ne pourrait croire à la qualité du vin clairet:/il était si bon qu'il sautait dans le verre.)
En graphie classique : (E puei lo vin de muscat, qu'èra picant e doç/ Que jamai n'èi begut de vin tan saborós/La bontat del vin clar degun ne porriá crèire/Que la grand bontat, sautava dins lo vèire)

S'il faut lui attribuer une citation sur Gaillac, il faut dire:

« Et lou boun drap n'es pas coumo vy de Chalosso
Qu'al may el es pourtat, al may el a de fosso
Amay també lou vy que sourtis de Galhiac »

(Et le bon drap n'est pas comme le vin de Chalosse/plus il est transporté, plus il a de force/il en est de même du vin qui sort de Gaillac.)
(E lo bon drap n'es pas coma vin de Chalòssa/Qu'al mai el es pourta, al mai el a de fòrça/Amai tanben lo vin que sortís de Galhac)

## Sonnet
Sonet al rei Sonnet au Roi
Dedins aquest sonet, nòble Rei de la França, –     À l'intérieur de ce sonnet, noble roi de France,

Se recommanda a vos lo paure Augièr Galhard;      –    Se recommande auprès de vous le pauvre Augièr Gaillard ;

Vos pregant umblament de prenne en bona part, –     En vous priant humblement de prendre en bonne part, 

Quand de ma pauretat vos fau la demostrança.     –     Quand de ma pauvreté je vous fais la démonstration.

Ieu fariá ben benlèu de rimas d'importança, –    Je ferais peut-être des rimes d'importance,

Se de vòstres dinièrs me fasiatz qualque part;   –       Si de vos deniers vous me fissiez quelque part ;  

Mas ieu non pòdi pas fargar ren de bragard, -    Mais je ne puis forger rien d'étincelant,

Se vòstra Majestat qualque pauc non m'avança.    -      Si votre majesté quelque peu ne m'avance pas.

Ieu soi, coma vos dic, rodièr de mon estat;    -      Je suis, comme je vous le dis, charron de mon état ; 

Mas ieu me recomandi a vòstra Majestat;      -    Mais je me recommande à votre Majesté ; 

Se n'èri ponch rodièr fariá quicòm de bèl.    -      Si je n'était point charron je ferais quelque chose de beau.

Ò nòble rei sortit d'una tan nòbla raça, -    Ô noble roi sorti d'une race tellement noble,
 
Sufriretz vos qu'ieu reprenga la pigassa ?      -    Souffrirez-vous que je reprenne l’affront ? 

N'auretz pas vos pietat d'aquest poèta novèl ?    -      N'aurez-vous pas pitié de ce nouveau poète ?

## À sa mémoire
- Une statue d'Auger Gaillard est érigée sur la place du même nom à Rabastens, son lieu de naissance.
- Le concours Auger Gaillard récompense les jeunes poètes de 10 à 15 ans des deux collèges de Rabastens. Il est organisé par l'association Les Veillées Rabastinoises.

## Pour approfondir

### Critiques
- Noulet, Jean-Baptiste. Essai sur l'histoire littéraire des patois du Midi. Paris : Técherner, 1859.
- Anatole, Christian. Lafont, Robert. Nouvelle histoire de la littérature occitane. Paris : PUF, 1970.